# Трибусівська сільська рада
| Трибусівська сільська рада — сільська рада у складі Піщанського району Вінницької області з адміністративним центром у с. Трибусівка. Сільській раді підпорядковані населені пункти: - с. Трибусівка - с. Калинівка |

## Склад ради
Рада складається з 14 депутатів та голови.

## Керівний склад сільської ради
| ПІБ                                | Основні відомості                                                         | Дата обрання | Дата звільнення |
| ---------------------------------- | ------------------------------------------------------------------------- | ------------ | --------------- |
| Огородник Віра Михайлівна          | Сільський голова, 1958 року народження, освіта, позапартійна              | 26.03.2006   | 31.10.2010      |
| Опрошанський Віталій Володимирович | Сільський голова, 1957 року народження, освіта вища, член Партії регіонів | 31.10.2010   |                 |

Примітка: таблиця складена за даними джерела